# Polvikanje
Polvikanje, polovično vikanje ali pogovorno vikanje je vikanje, pri katerem je pomožni glagol v množini, opisni deležnik pa v ednini. Deležnik (in pridevnik) v povedku sta v ednini in se spreminjata glede na spol ogovorjenega. Polvikanje je značilno zlasti za nekatera območja Slovenije, široko je v uporabi v ljubljanskem območju, ter v polformalnem, sproščenem poslovnem govoru.
Primera uporabe: »Gospod, kdaj ste se vrnil domov?« (za moški spol), »Gospa, kdaj ste se vrnila domov?« (za ženski spol).

## Zgodovina
Polvikanje je v slovenskem jezikoslovju znano že od slovnice Kraynska Grammatika Marka Pohlina
iz leta 1768 in že od Windische Sprachlehre Ožbalta Gutsmana iz leta 1777 je označeno kot nesprejemljivo v knjižnem jeziku.

## Drugi jeziki
Polvikanje v določeni meri poznajo tudi nekateri drugi jeziki. Skoraj vsi slovanski jeziki vsaj v nekaterih zvrsteh poznajo podobna omahovanja v rabi množine in ednine kot slovenščina, le meje med prevladujočima rabama pri posameznih besednih vrstah so različne. Ob glagolu v množini je lahko deležnik v ednini tudi v češčini, slovaščini, zgornji lužiški srbščini, nekaterih poljskih narečjih in v ukrajinščini.